# پاتز ۸
پاتز ۸ (به انگلیسی: Potez_VIII) یک هواگرد از نوع آموزشی ساخت شرکت Potez است. هواگرد پاتز ۸ نخستین پروازش را در ۹ آوریل ۱۹۲۰ میلادی انجام داد. در مجموع، تعداد c.15 فروند از این هواگرد ساخته شده‌است.